# Popyt na pracę
Popyt na pracę – liczba pracowników, jaką pracodawcy chcą zatrudnić przy danej stawce płac (uwzględniającej całkowite koszty zatrudnienia – płacę brutto w rozumieniu ekonomicznym).
Popyt na pracę bierze się ze spekulacji pracodawców na temat dodatkowych przychodów, które uzyska firma w przypadku zatrudnienia danej osoby, czyli tzw. produktywności pracy. Im wyższy poziom inwestycji kapitałowych i lepsza organizacja pracy, tym większa produktywność pracowników i tym samym wyższy popyt na pracę.
Popyt na pracę determinują takie czynniki jak: koszty i wydajność pracy oraz popyt na dobra i usługi.

## Podstawowe zależności
Wzrost kosztów pracy na ogół prowadzi do obniżenia popytu na pracę. Wzrost wydajności pracy powoduje, iż pracodawca może zredukować zatrudnienie – gdyż ta sama praca może być wykonana w mniejszym wymiarze godzinowym. Wzrost popytu na dobra i usługi na ogół powoduje powiększenie produkcji przedsiębiorstwa, co z kolei wiąże się z większym zapotrzebowaniem na pracę.